# AIによる乗っ取り

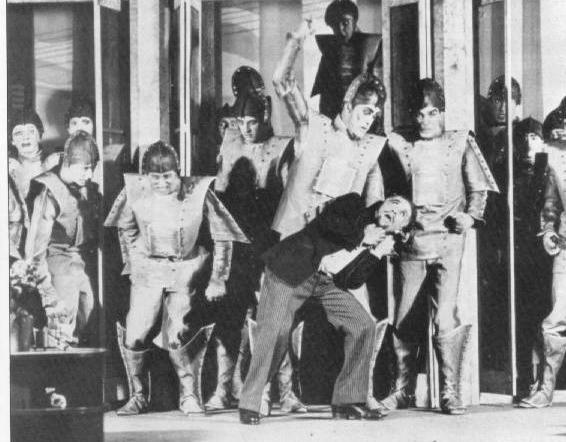
1920年の劇R.U.R.のロボット反乱のシーン

AIによる乗っ取り（エーアイによるのっとり）は、コンピュータプログラムまたはロボットが、人類を放逐し、地球を実効支配することで、人工知能（AI）が地球上の主要知能となるという仮想のシナリオである。起こりうるシナリオとしては、人間の仕事の完全なる置き換えや、超知能による乗っ取り、ロボット反乱という人気のある発想などが含まれる。AIによる乗っ取りはサイエンス・フィクションで人気な題材である。スティーヴン・ホーキングやイーロン・マスクといった著名人が、将来の超知能機械を確実に人間の制御下に置けるようにするための、予防措置の研究をすることを主張している。

## 例

### 経済のオートメーション化
経済学者間での伝統的な合意事項は、技術の進歩は長期間の失業を生み出さないということである。しかし、最近のロボティクスや人工知能分野でのイノベーションのために、人間の仕事が奪われ、様々な分野で生活費を稼ぐための仕事が無くなり、経済危機を引き起こすという懸念が高まっている。多くの中小企業が最新のロボット技術やAI技術に金銭的な面やライセンス的な面で対応できず、廃業に追いやられる可能性がある。また、最新技術に晒されて、存続のために簡単には置き換えられないような領域や分野に注力する必要が出てくる恐れもある。

#### 労働者に技術に置き換わる可能性
AI技術はここ数年で広く採用されてきた。AI技術は、従来の労働者の多くにとって代わったが、新たな雇用機会を生み出してもいる。最もAI代替しやすい産業には、輸送業、小売業、軍事産業が含まれる。例えば、AI軍事技術により、兵士が怪我のリスクを冒さずに遠隔で作戦を遂行することができるようになる。作家のデイブ・ボンドは、AI技術が発展し拡大を続けるにつれて、人間とロボットの関係は変化することになり、技術は生活の幾つかの側面に密接に統合されることになると述べた。AIにより、特に反復作業が多い分野では代替される労働者もいるが、AIは他の部門で新しい機会も創造すると考えられる。

#### コンピュータ統合生産
コンピュータ統合生産は、コンピュータを生産過程を制御するために利用する。これによって、個々の過程はお互いに情報を交換して、行動を始めることができる。コンピュータの統合によって、製造でのミスを減らした上で高速化できる可能性もあるが、最大の利点は自動化された製造過程を生み出すことができることである。コンピュータ統合生産は、自動車、航空、宇宙、造船産業などで使われる。

#### ホワイトカラーマシン
21世紀では、多様なスキル労働が部分的に機械に代替されているのが見られる。それには、翻訳、法調査などが含まれる。介護や娯楽、他の共感力が必要な仕事は、以前は自動化の手を逃れられると思われていたが、ロボットやAIによる代替が始まりつつある。例えば、ChatGPTの登場により、デジタルゲームのNPCのセリフを用意する仕事などは急速に代替が進んでいる。また、Stable Diffusionなど画像生成モデルの急激な進展によって、広告業者などが、イラストレーターではなく、AIにより生成されたイラストを使用する事例が出てきている。